# Julieta Venegas
Julieta Venegas Percevault (Long Beach, 24 novembre 1970) è una cantante, compositrice e polistrumentista messicana.
Artista di successo a livello internazionale nonché una delle cantanti latine più apprezzate di sempre da parte della critica, nel corso della sua carriera ha venduto oltre 30 milioni di dischi e vinto premi come 1 Grammy Award, 7 Latin Grammy Awards e 2 Billboard Music Awards.

## Biografia

### Formazione ed esordi
Dopo aver vissuto a Tijuana, nella Bassa California in Messico, a otto anni inizia a studiare pianoforte classico, e più tardi violoncello, sia presso la Scuola di musica del Nordovest (Escuela de Música del Noroeste) di Tijuana che nel South Western College di San Diego. Durante l'adolescenza ha le prime esperienze di composizione e esecuzione di musica leggera; presto entrerà a far parte della formazione reggae/ska della sua città Chantaje. Il progetto durerà sei mesi o poco più (nel frattempo il gruppo prenderà il nome di Tijuana No!), Periodo di tempo in cui Venegas capisce che quella non è la sua strada.
Nel 1993, durante un soggiorno che doveva essere temporaneo, decide di stabilirsi nella capitale, affascinata dalla sua vitalità e dalla qualità delle proposte musicali con cui viene in contatto. Qui moltiplicherà le conoscenze nell'ambiente musicale e farà alcuni incontri che saranno decisivi per la sua carriera. Forma un gruppo chiamato Lula che si rivela un'esperienza poco felice e la fa desistere, almeno per qualche tempo, da ulteriori tentativi di integrarsi in gruppi. Molto importante l'incontro con i Café Tacvba, il cui leader Joselo Rangel, che crede molto in lei, la convince a comprare la prima fisarmonica, le fa registrare la prima demo e la mette in contatto col compositore argentino Gustavo Santaolalla. Comincia a cantare e suonare dal vivo con una certa continuità.

### Aquí,Bueninvento(1996-2002)
Julieta Venegas inizia a interessarsi anche di teatro come autrice della parte musicale delle opere Sirenas del corazón e Calígula probablemente (in quest'ultima ha anche una parte attoriale). Fonda un suo gruppo, che avrà vita breve, col nome di La Milagrosa. Nel 1996 firma un contratto discografico di otto anni con l'etichetta BMG, con la quale pubblica il primo album Aquí nel 1997. L'album e i relativi singoli riscuotono un certo successo, portando l'artista a una vittoria del Premio MTV per la miglior artista femminile. Inizia quindi un'intensa attività concertistica, che porta Venegas a esibirsi anche in numerosi festival di rilievo.
Nel 1998, raggiunta ormai una certa popolarità a livello latinoamericano, viene invitata a collaborare con diversi artisti, fra cui Enanitos Verdes, Enrique Bunbury e Los Fabulosos Cadillacs, e prende parte a diverse colonne sonore. Nel 2000 viene pubblicato il secondo disco, Bueninvento, che contiene quattordici brani, di cui 13 scritti da Julieta. Bueninvento ottiene un grande successo di pubblico e critica, sia in patria che in altri Paesi di lingua spagnola. In questo stesso anno partecipa ad Arezzo Wave, presentando una versione di Amores perros in italiano. Nel 2001 ottiene la sua prima nomination a un Latin Grammy. Nel 2002 si dedica principalmente all'attività concertistica.

### Sí,Limón y sal,Realmente lo mejor(2003-2007)
Nel 2003, esce il terzo album, Sí, che le farà fare un salto di qualità in termini di successo commerciale. Registrato a metà tra Madrid e Buenos Aires, il disco è prodotto da due argentini, il cantante e compositore Coti Sorokin e il musicista e produttore Cachorro López. Partecipa alla produzione, per la prima volta, anche Julieta stessa. Nel medesimo anno è invitata partecipare alla composizione di musiche per vari film, tra i quali: Asesino en serio (Messico) di Antonio Urrutia, in cui canta El listón de tu pelo a duetto con Pau Donés dei Jarabe de Palo; Maria Full of Grace di Joshua Marston per il quale compone Lo que venga después; Subterra (Cile) di Marcelo Ferrari, per cui scrive la canzone Lo que tú me das, che canta insieme alla rapper franco-cilena Ana Tijoux.
Il 2004 è l'anno della prima tournée internazionale. Nel 2005, insieme a Paulina Rubio, Venegas realizza il brano Nada fue un error, singolo che ottiene un notevole successo a livello internazionale. Il 30 maggio 2006 esce il suo quarto album, Limón y sal, disco che si rivela un grandissimo successo internazionale risultando uno degli album più venduti dell'anno in Messico e Spagna. Anche in Italia questo disco è entrato nella top20, trascinato dal singolo Me voy, uno dei principali tormentoni estivi dell'anno. A fine 2006, è stato pubblicato anche in Italia un secondo singolo intitolato Limón y sal, una delle canzoni più trasmesse dalle radio durante le ultime settimane dell'anno.
All'inizio del 2007 sono pubblicati ulteriori singoli Eres para mí e Primer Día, sempre tratti da Limón y sal. Ad aprile esce un nuovo singolo, molto trasmesso nelle radio spagnole, cantato in duetto con Miguel Bosé, intitolato Morena Mía e contenuto nell'ultimo album dell'artista spagnolo, dal titolo Papito. Ha poi collaborato con il gruppo argentino Miranda! per la canzone Perfecta, contenuta nel loro album El disco de tu corazón, uscita anche come singolo. Si aggiudica il secondo Latin Grammy nella categoria "Best Alternative Album" e il primo Grammy Award nella categoria "Best Latin Pop Album".
Porta a termine un tour che tocca sia l'Europa che l'America del Sud che gli Stati Uniti. Il 21 luglio si esibisce a Milano nella cornice del Festival Latinoamericando. A fine anno viene pubblicata la compilation Realmente lo mejor, che riunisce i più grandi successi dei suoi primi dieci anni di carriera. In quest'anno viene pubblicato il primo libro dedicato a Julieta, una biografia in forma di intervista: De mis pasos. Conversaciones con Julieta Venegas (vedi bibliografia).

### MTV Unplugged,Otra cosa,Los momentos(2008-2014)
Nel giugno 2008 pubblica il suo primo disco live e acustico, che è la registrazione del concerto tenuto negli studi messicani di MTV, dal titolo appunto di MTV Unplugged: l'album è disponibile anche in versione DVD e contiene versioni rivisitate (in arrangiamento orchestrale) di canzoni già incise ma si segnala anche per i numerosi colleghi-amici che Julieta chiama a cantare e/o suonare con lei (tra gli altri La Mala Rodríguez, Gustavo Santaolalla, Juan Son). Gli inediti sono quattro: El Presente, cantato insieme alla brasiliana Marisa Monte (che viene scelto come singolo di lancio), Algún Día (con Santaolalla al banjo e ai cori), Ilusión (sempre con la Monte), Mira La Vida.
Nel 2009 contribuisce con tre canzoni alla colonna sonora del film Quemar las naves diretto dal regista messicano (nonché amico) Francisco Franco Alba. Sempre nel 2009 partecipa alla composizione di due brani per il nuovo album di Nelly Furtado, Mi plan: Bajo otra luz, uno dei brani di punta del disco, interpretato a tre voci dalla Venegas, la Furtado e La Mala Rodríguez, e Vacación. Il 30 settembre è nominata Ambasciatrice dell'UNICEF in Messico.  Nel 2010 pubblica l'album Otra cosa, con il quale vince due Latin Grammy Awards: Miglior album alternativo e Miglior video musicale in formato lungo. A partire dal marzo 2010 l'artista esegue il tour mondiale Otra cosa tour. Sempre nel 2010 prende parte a vari progetti musicali per sostenere economicamente i colpiti dal terremoto di Haiti.
Nel 2011 è diventata la prima artista messicana di sempre a esibirsi durante il Festival Internacional de Benicàssim. Segue un'ulteriore serie di concerti l'anno successivo. Nel mese di marzo 2013 viene pubblicato il sesto album di inediti in studio, Los momentos, prodotto da Yamil Rezc, anticipato dai due singoli Tuve para dar (uscito a novembre 2012) e Te vi (gennaio 2013). Dopo aver eseguito un tour mondiale per la promozione dell'album, Venegas prende parte della colonna sonora del film A Night In Old México con il brano Aquí sigo, nominato al Premio Goya per la miglior colonna sonora.

### Los momentos,Algo sucede,Tu historia(2015-presente)
Nel maggio 2015 pubblica il singolo Ese camino, primo estratto dall'album Los momentos, il quale viene pubblicato nell'agosto successivo. L'artista interpreta successivamente un brano per la colonna sonora del film Elvira, te daría mi vida pero la estoy usando e intraprende un tour mondiale per la promozione dell'album. Nei mesi successivi l'album viene nominato a un Grammy Award e trionfa nella categoria "miglior pop/rock album" al Latin Grammy. Nel 2016 realizza alcuni brani per la colonna sonora del film La vida immoral de la pareja ideale, per poi intraprendere una serie di concerti definiti "più intimi" nel corso del 2017.
Nel 2019 pubblica l'album La enamorada in maniera indipendente. Nel 2021 collabora con Tainy e Bad Bunny nel singolo Sorry BB. Nel 2022 pubblica l'album Tu historia, prodotto in collaborazione con Álex Anwandter.

## Vita privata
Dal 1998 al 2000 Venegas è stata sposata con il cantante cileno Álvaro Henríquez. Il 13 agosto 2010 Julieta dà alla luce una bambina che viene chiamata Simona: la cantante non ha mai rivelato l'identità del padre della bimba, tuttavia nel 2013 fonti terze hanno rivelato si trattasse del musicista Rodrigo García Prieto, che ha quindi avviato una battaglia legale affinché la sua paternità venisse riconosciuta ufficialmente.
Nel 2009 il suo ex bassista Rodolfo Alcobe l'ha querelata per mancato pagamento salariale, affermando che Venegas avrebbe dovuto versargli una cifra equivalente a circa 76 mila dollari.
Venegas afferma di seguire una dieta prevalentemente vegetariana fatta eccezione per il consumo di insetti.

## Impatto culturale
Secondo quanto affermato da parte della critica, Venegas è considerabile una vera e propria pioniera in grado di superare ogni stereotipo relativo agli artisti latini, ponendo le basi per le generazioni di cantanti successive alla sua. Rolling Stone ha inoltre definito l'album Bueninvento come uno degli album pop/rock latini migliori della storia della musica.
Venegas viene citata da numerosissimi colleghi come fonte d'ispirazione. Tra di loro troviamo: Natalia Lafourcade, Francisca Valenzuela, Carla Morrison, Enrique Bunbury, Miguel Bosé, Nelly Furtado, Ximena Sariñana, Juan Son, Paulina Rubio e Juliana Gattas.

## Discografia

### Da solista

#### Album studio

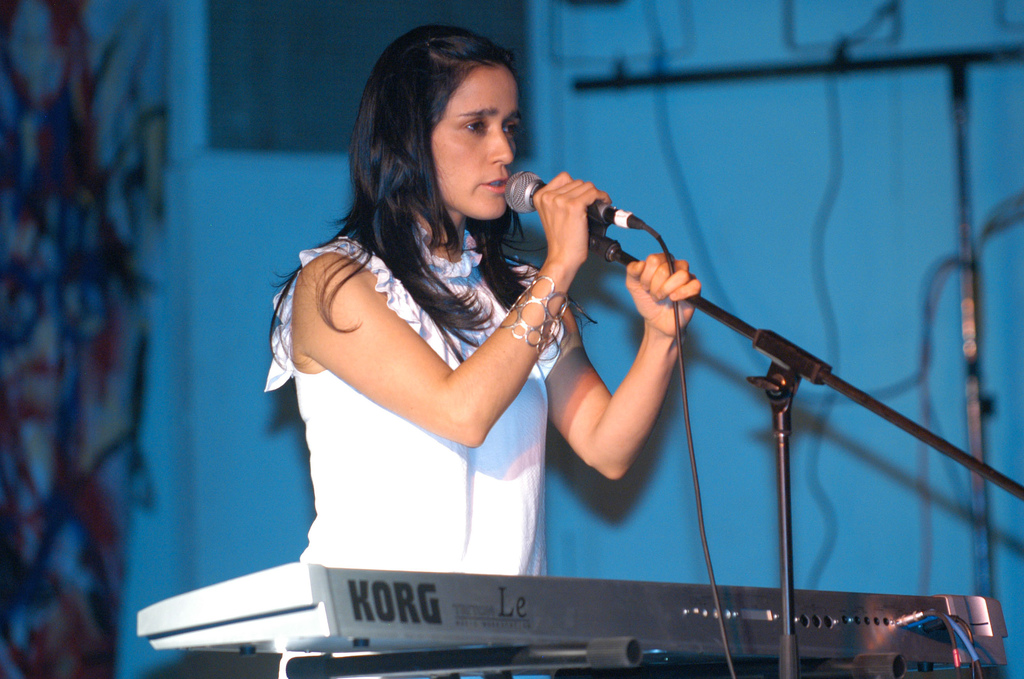
Julieta Venegas in concerto a Los Angeles, 2006

- 1997 – Aquí
- 2000 – Bueninvento
- 2003 – Sí
- 2006 – Limón y sal
- 2010 – Otra cosa
- 2013 – Los momentos
- 2015 – Algo sucede
- 2019 – La enamorada
- 2022 – Tu historia

#### Album dal vivo
- 2008 – MTV Unplugged

#### Raccolte
- 2007 – Realmente lo mejor
- 2008 – Cosas raras
- 2008 – Nuevo y raro
- 2011 – Dos clásicos
- 2018 – Tesoros de colección: Julieta Venegas
- 2019 – 15 éxitos

#### Singoli
- 1997 – De mis pasos
- 1997 – Cómo sé
- 2000 – Sería feliz
- 2000 – Siempre en mi mente
- 2000 – Hoy no quiero
- 2001 – Amores perros (me van a matar)
- 2003 – Andar conmigo
- 2004 – Lento
- 2004 – Algo está cambiando
- 2005 – Oleada
- 2006 – Me voy
- 2006 – Limón y sal
- 2007 – Eres para mí (feat. Anita Tijoux)
- 2007 – Primer día (feat. Dante Spinetta)
- 2008 – El presente
- 2008 – Algún día (feat. Gustavo Santaolalla)
- 2010 – Bien o mal
- 2010 – Despedida
- 2010 – Abel
- 2011 – Ya conocerán
- 2013 – Tuve para dar
- 2013 – Te vi
- 2013 – Ser feliz
- 2015 – Ese camino
- 2015 – Buenas noches, desolación
- 2016 – Tu calor
- 2016 – Todo está aquí
- 2021 – Lo siento BB (con Tainy e Bad Bunny)

### Con i Meteoros
- 2015 – Meteoros